# Allium fetisowii
Allium fetisowii — вид рослин з родини амарилісових (Amaryllidaceae); поширений у центральній Азії.

## Опис
Цибулина поодинока, куляста, діаметром 1–2.5 см; оболонка сірувато-чорна. Листки широко лінійні, значно коротші від стеблини, 2–15 мм завширшки. Стеблина 30–70 см, циліндрична, вкрита листовими піхвами лише в основі. Зонтик від напівсферичного до округлого, густо багатоквітковий. Оцвітина зірчасто розлога, пурпурно-червона; сегменти від лінійних до лінійно-ланцетних, (4)5–7 × 1–1.2 мм, без сильної серединної жилки. 2n = 16. Період цвітіння й плодоношення: квітень — червень.

## Поширення
Поширення: Казахстан, Киргизстан Китай — західний Сіньцзян.
Зростає серед чагарників на луках, у відкритих місцях.